# Operación Redfold
La Operación Redfold es un plan de contingencia de defensa del Reino Unido diseñado para guiar la ayuda que deberían prestar las Fuerzas Armadas británicas a las autoridades civiles en caso de una emergencia generalizada que surja durante el período inmediatamente posterior al Brexit. Es el apartado de la planificación militar de la Operación Yellowhammer, que dirigen civiles.
Hasta 3.500 miembros del personal de las Fuerzas Armadas británicas han recibido la tarea contingente de apoyar la Operación Redfold, de los cuales unos 350 son reservistas. Tras la posible activación, sus actividades operativas tendrán su sede en el complejo Pindar, ubicado en el subsuelo en torno al Ministerio de Defensa, en Whitehall.